# Elaphrus riparius
Elaphrus riparius es una especie de escarabajo del género Elaphrus, familia Carabidae. Fue descrita científicamente por Linnaeus en 1758.
Se distribuye por Albania, Austria, Bélgica, Bulgaria, Chequia, Dinamarca, Estonia, Finlandia, Francia, Alemania, Gran Bretaña, Hungría, Irán, Irlanda, Japón, Kazajistán, Letonia, Lituania, Moldavia, Mongolia, Países Bajos, Noruega, Polonia, Rusia, Serbia, Eslovaquia, España, Suecia y Suiza.

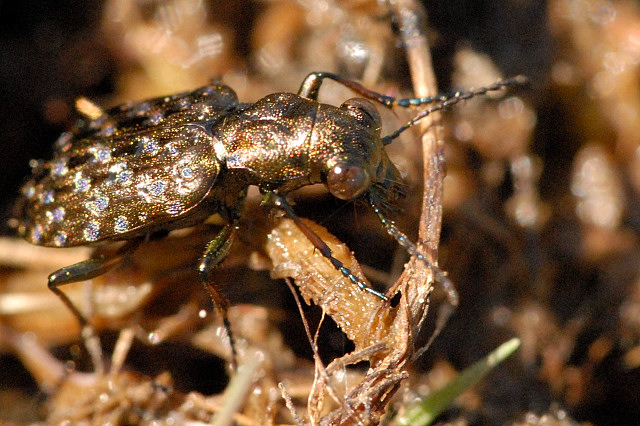
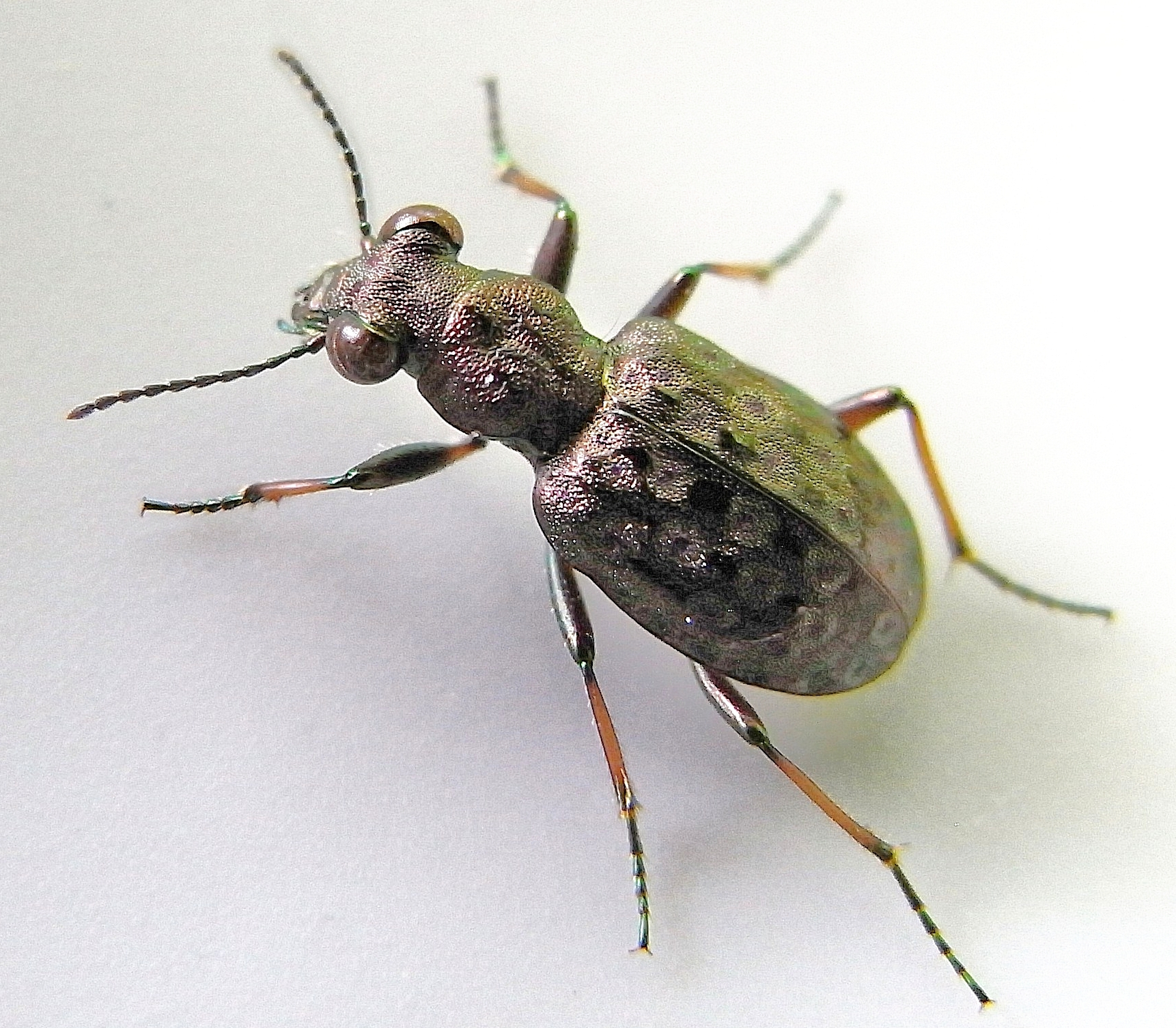
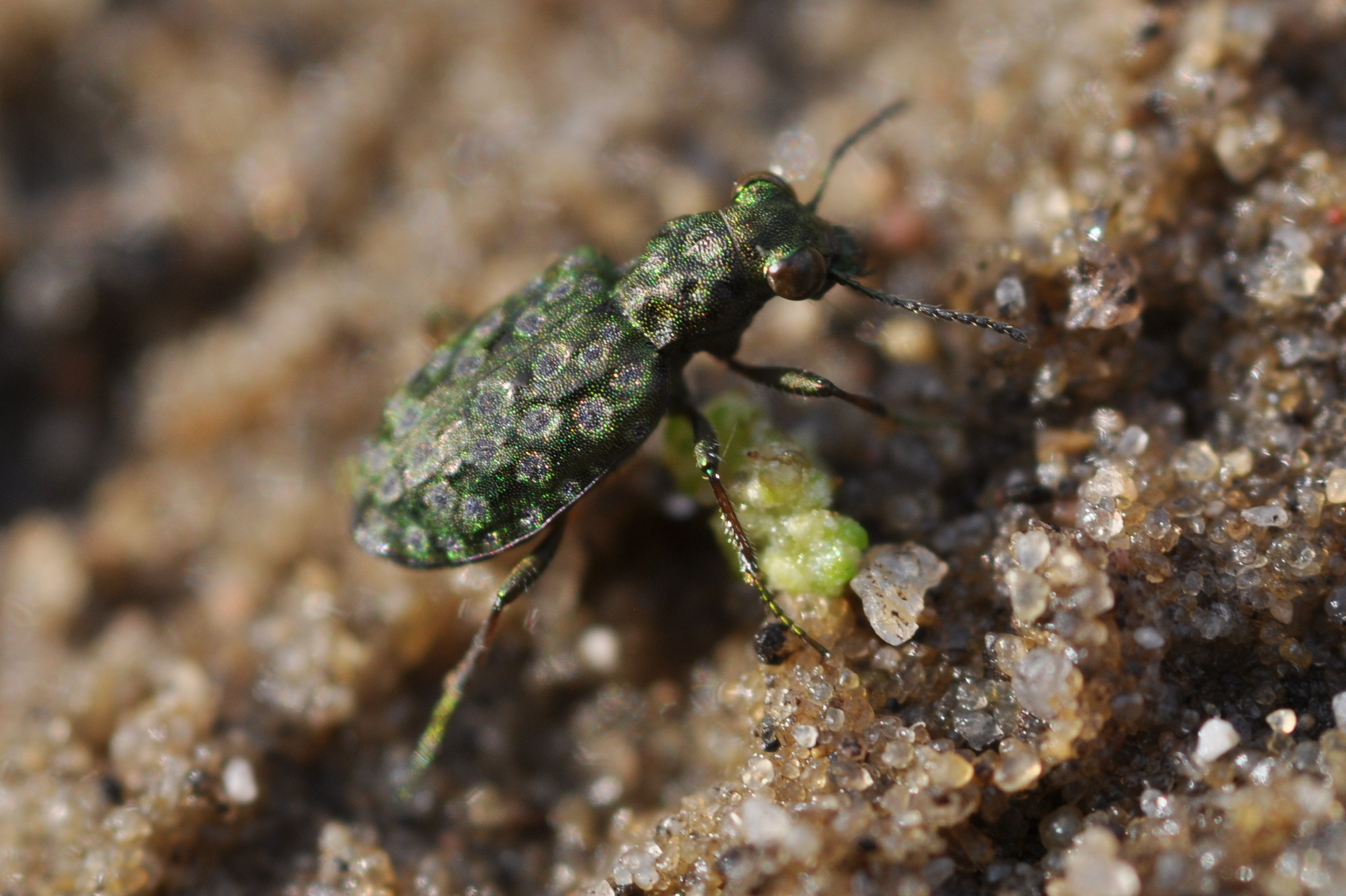